# Instabilité de Kelvin-Helmholtz
Pour les articles homonymes, voir Instabilité.

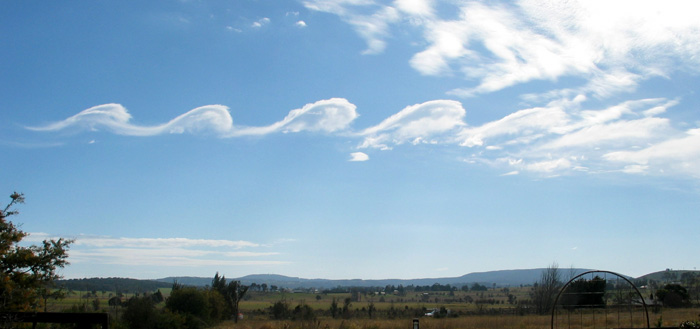
Onde de Kelvin-Helmholtz rendue visible en aval du mont Duval en Australie par la formation de nuages de type fluctus

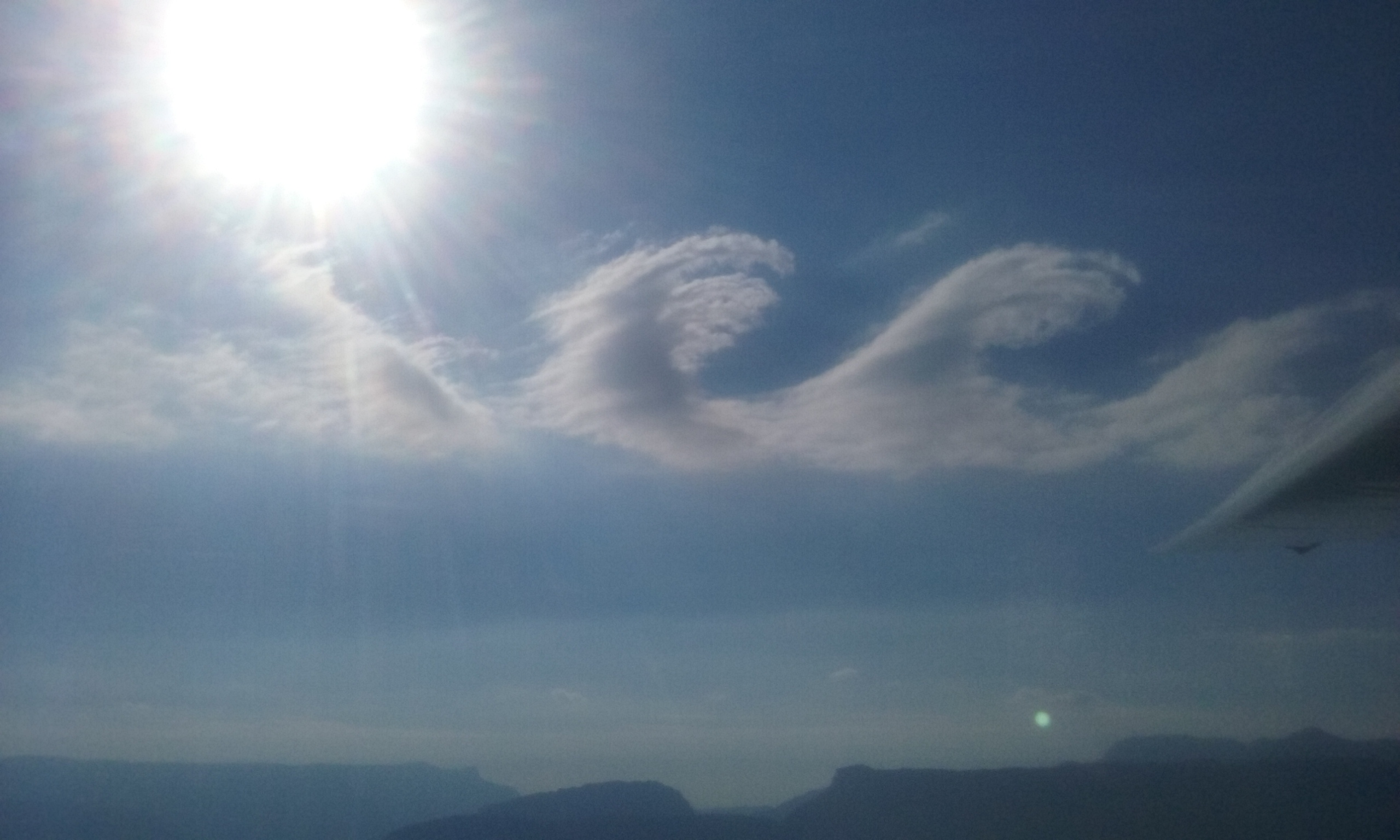
Une instabilité de Kelvin-Helmholtz vue d'un planeur au-dessus de Grenoble (France).

L’instabilité de Kelvin-Helmholtz est un mouvement ondulatoire en dynamique des fluides qui se forme lorsque deux fluides thermiquement stables sont superposés et se déplacent à des vitesses différentes à leur surface de contact. 
L'effet a été étudié au XIXe siècle par les physiciens Lord Kelvin et Hermann von Helmholtz qui ont montré que la différence de vitesse va engendrer un flot turbulent transversal à la frontière. La théorie peut être appliquée de la même façon à l'intérieur d'un fluide de densité uniforme mais ayant des couches se déplaçant à des vitesses différentes ou des fluides de densités différentes superposés. 
Cette instabilité joue un rôle important dans de nombreuses situations géophysiques : dans la dynamique de l'atmosphère et des océans, dans le comportement des plasmas, etc. Les structures tourbillonnaires, onde ou lame de Kelvin-Helmholtz, résultant de l'instabilité contribuent de façon significative au transport de quantité de mouvement, de température et de polluants. La compréhension de la génération de ces instabilités permet de mieux les représenter dans les modèles dont la résolution n’est pas suffisante pour permettre de les résoudre explicitement.

## Théorie

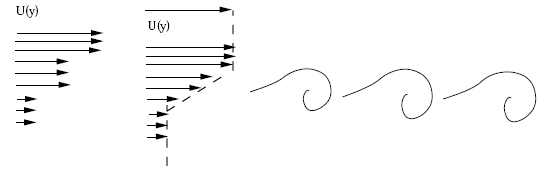
La différence de vitesse dans les deux fluides tend à former un cisaillement graduel et une rotation

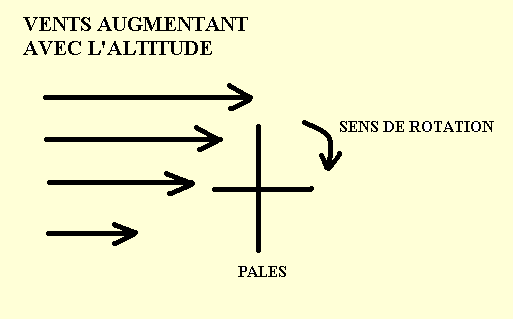
Si on plaçait des pales dans ce cisaillement du flux, on voit le sens du tourbillon induit

Pour de faibles vitesses de deux fluides glissant l'un par rapport à l'autre, l'interface, stabilisée par la gravité et la tension de surface, est horizontale. Pour une différence de vitesse critique à l'interface, on assiste à une déstabilisation et des ondes propagatives apparaissent et deviennent rapidement non-linéaires. L'instabilité est d'origine inertielle avec un seuil indépendant de la viscosité des fluides mais avec un taux de croissance et une vitesse des ondes affectés par la dissipation aux frontières. Pour une variation continue de densité et de vitesses, l'instabilité de Kelvin-Helmholtz est décrite par l'équation de Taylor-Goldstein et se développe à une certaine valeur du nombre de Richardson. Typiquement, l'écoulement devient instable pour un {\displaystyle R_{i}} < 0,25 ce qui est assez commun dans les couches nuageuses.
L'écoulement du fluide est alors complètement décrit par son champ vectoriel de vitesse {\displaystyle U(x,y)=\left(u(x,y);v(x,y)\right)}, son champ scalaire de pression {\displaystyle p(x,y)} la densité {\displaystyle \rho _{0}} et la viscosité {\displaystyle \mu }. Selon les équations de Navier-Stokes qui régissent le mouvement des fluides :
- La conservation de la masse se réduit à la non-divergence de la vitesse : {\displaystyle \nabla \cdot {\vec {U}}=0}
- La conservation de la quantité de mouvement devient : {\displaystyle \rho \left({\frac {\partial {\vec {U}}}{\partial t}}+\left({\vec {U}}\cdot \nabla \right){\vec {U}}\right)=-\nabla p+\mu \Delta {\vec {U}}}

À cause de la viscosité, la vitesse de déplacement à la frontière aura tendance à s'égaliser et donc on aura une gradation dans chacun des fluides de la vitesse entre celle originale dans le fluide et celle à la frontière (image du haut à droite). On introduit ainsi un cisaillement du déplacement et donc une rotation, un tourbillon, dans chacun des fluides près de la surface de contact. Les fluides doivent être stables thermiquement pour que la rotation se propage en aval de son point de création, autrement le cisaillement se propage sur une large couche dans la verticale et l'onde générée est très faible.

## Observations

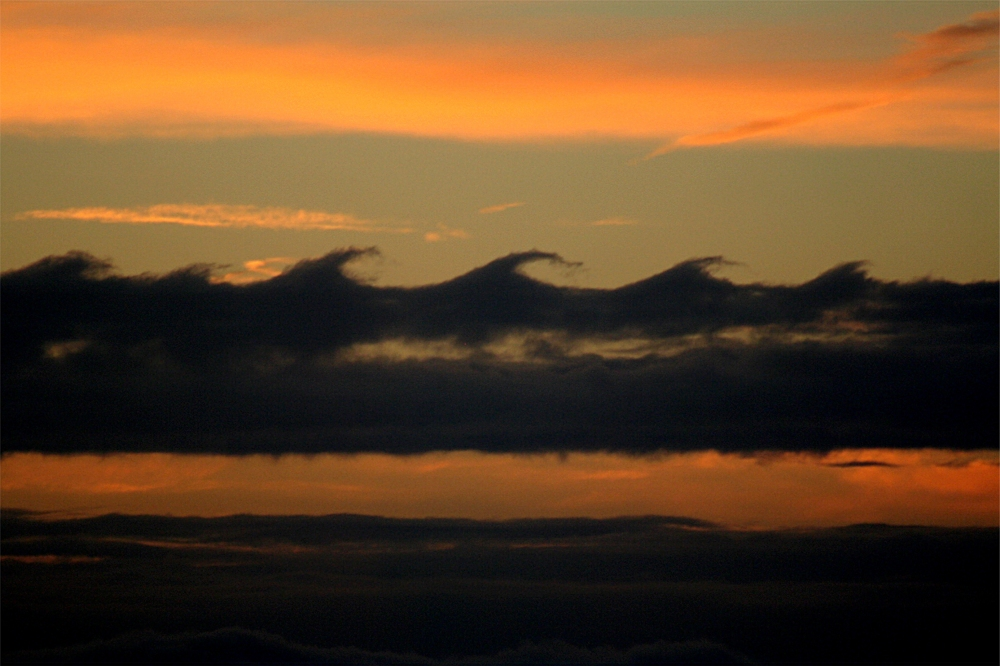
Fluctus créés par l'onde de Kelvin Helmholtz au sommet des nuages dans le ciel de San Francisco

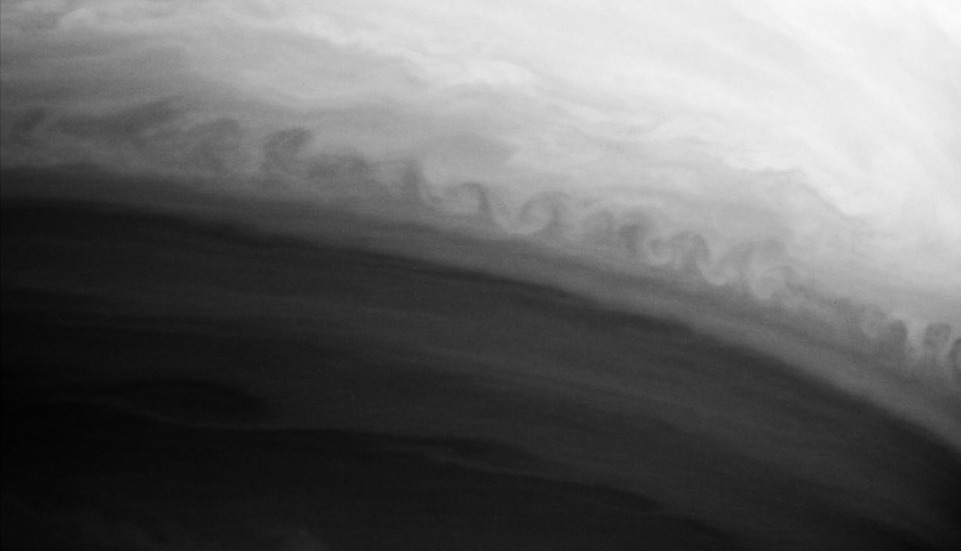
Onde de Kelvin-Helmholtz visible à la rencontre entre deux bandes de nuages sur la planète Saturne

### Météorologie
En météorologie, les variations de vitesses et de densité sont le plus souvent importantes à la frontière entre les nuages et l'air clair et c'est souvent là que l'on retrouve les ondes de Kelvin-Helmholtz. On peut retrouver les conditions nécessaires dans les flux en aval d'obstacles avec les vents forts au-dessus de ce dernier et presque nuls en dessous. Les ondes sont rendues visibles seulement s'il y a formation de nuages. Elles peuvent être dangereuses car elles sont le site de turbulence pour les avions.
Dans la nouvelle version de 2017 de l'Atlas international des nuages, l'Organisation météorologique mondiale donne le nom de Fluctus aux nuages formés par ce type d'ondes.

### Océanographie
En océanographie, on peut retrouver ces ondes dans la masse océanique lors de variation de densité dans la verticale, comme dans la thermocline, ou dans des variations horizontales, comme à la rencontre d'eau douce et d'eau salée à la sortie d'un fleuve. Les vagues peuvent être également associés en partie à cette instabilité.

### Astronomie
En astronomie, dans tout corps céleste ayant une atmosphère, étoile ou planète, on peut retrouver des conditions favorables à cette instabilité. Cette instabilité a également été observée à la surface d'un nuage interstellaire dans la nébuleuse d'Orion 
et la couronne du Soleil .

### Autre
En physique nucléaire, elle peut être particulièrement importante dans l'étude de la fusion par confinement inertiel et de l'interface plasma-béryllium.